# Шпага
 Тази статия е за класическото оръжие.  За спортното оръжие вижте Шпага (фехтовка).  
Шпага се нарича тънка еластична сабя с остър връх. Възниква в резултат на навлизането на огнестрелните оръжия, които обезмислят тежките брони, носени от рицарите. След въвеждането на леките брони отпаднала и необходимостта от носене на тежки мечове, защото леките хладни оръжия с дълго острие позволявали по-голяма лекота и прецизност при нанасянето на ударите. От бойното поле шпагата се пренася в ежедневието на средновековна Европа, където става оръжие за самозащита и за дуелиране. Умението да се борави с новите по-леки оръжия, се обособява в термина фехтовка. През XVIII и XIX век фехтовката се обособява и като вид спорт, който най-активно се практикува и развива във Франция, Италия, Австро-Унгария и Германия. Другите две оръжия за фехтовка, освен шпагата, са рапирата и сабята.